# جون كالبرتسون
جون كالبرتسون (بالإنجليزية: John Culbertson)‏ هو اقتصادي أمريكي، ولد في 25 أغسطس 1921 في ديترويت في الولايات المتحدة، وتوفي في 9 ديسمبر 2001 في ماديسون في الولايات المتحدة.